# Hedvig Rang
Emma Hedvig Ulrika Rang, född 13 juni 1867 i Uppsala, död 12 juni 1941 i Göteborg, var en svensk målare och tecknare.
Hon var dotter till handlanden Per Nilsson och Emma Ahl och från 1897 gift med kyrkoherden Efraim Rang. Efter avslutad skolgång vid Uppsala flickläroverk studerade hon akvarellmålning och teckning för Carl Gustaf Holmgren i Uppsala 1893–1896. Hon fortsatte sina studier i porträttmålning vid Kerstin Cardons målarskola i Stockholm några terminer i början av 1900-talet. Från 1907 var hon bosatt på herrgården Brunnsnäs utanför Ulricehamn där hon medverkade i samlingsutställningar i Borås och Jönköping. Bland hennes offentliga arbeten märks några altartavlor i olika samlingslokaler. Hennes konst består av porträtt, bibliska motiv och landskapsmålningar ofta med dis, dimma eller månsken. Större delen av hennes produktion befinner sig i privat ägo.  